# Championnat d'Israël de football 2001-2002
Navigation
Championnat d'Israël 2000-2001 Championnat d'Israël 2002-2003
Le Championnat d'Israël de football 2001-2002 est la 50e édition de ce championnat.

## Classement
| Rang | Équipe                     | Pts | J  | G  | N  | P  | Bp | Bc | Diff |
| ---- | -------------------------- | --- | -- | -- | -- | -- | -- | -- | ---- |
| 1    | Maccabi Haïfa              | 75  | 33 | 22 | 9  | 2  | 72 | 32 | +40  |
| 2    | Hapoël Tel-Aviv            | 67  | 33 | 20 | 7  | 6  | 55 | 32 | +23  |
| 3    | Maccabi Tel-Aviv           | 57  | 33 | 15 | 12 | 6  | 43 | 24 | +19  |
| 4    | MS Ashdod                  | 49  | 33 | 14 | 7  | 12 | 47 | 52 | -5   |
| 5    | Hapoël Beer-Sheva          | 48  | 33 | 14 | 6  | 13 | 44 | 48 | -4   |
| 6    | Hapoël Petah-Tikvah        | 47  | 33 | 13 | 8  | 12 | 40 | 36 | +4   |
| 7    | Maccabi Netanya            | 40  | 33 | 11 | 7  | 15 | 41 | 44 | -3   |
| 8    | Maccabi Petah-Tikvah       | 36  | 33 | 8  | 12 | 13 | 35 | 46 | -11  |
| 9    | Hapoël Ironi Rishon LeZion | 35  | 33 | 10 | 5  | 18 | 39 | 53 | -14  |
| 10   | Betar Jérusalem            | 33  | 33 | 7  | 12 | 14 | 39 | 49 | -10  |
| 11   | Hapoël Haïfa               | 30  | 33 | 7  | 9  | 17 | 35 | 50 | -15  |
| 12   | Maccabi Kiryat Gat         | 27  | 33 | 7  | 6  | 20 | 34 | 58 | -24  |

|  | Champion |
|  | Relégué  |

## Bilan de la saison
| Tableau d'Honneur                |                  |
| Compétition                      | Vainqueur        |
| Championnat d'Israël de football | Maccabi Haïfa    |
| Coupe d'Israël de football       | Maccabi Tel-Aviv |

| Promotions et relégations |                                 |
| Relégués en Liga Leumit   | Hapoël Haïfa Maccabi Kiryat Gat |
| Promus en Ligat ha'Al     | Hapoël Kfar Sabah Bnei Yehoudah |